# 분자 채굴
분자 채굴(分子採掘, 영어: molecule mining)에 대해 설명하는 문서이다. 분자는 분자 그래프로 표현될 수 있으므로 이는 그래프 채굴 및 구조화된 데이터 채굴과 밀접한 관련이 있다. 가장 큰 문제는 데이터 인스턴스를 구별하면서 분자를 어떻게 표현하는가이다. 이를 수행하는 한 가지 방법은 화학정보학 분야에서 오랜 전통을 가지고 있는 화학적 유사성 측정법이다.

## 같이 보기
- 분자

## 더 읽을거리
- Schölkopf, B., K. Tsuda and J. P. Vert: Kernel Methods in Computational Biology, MIT Press, Cambridge, MA, 2004.
- R.O. Duda, P.E. Hart, D.G. Stork, Pattern Classification, John Wiley & Sons, 2001. ISBN 0-471-05669-3
- Gusfield, D., Algorithms on Strings, Trees, and Sequences: Computer Science and Computational Biology, Cambridge University Press, 1997. ISBN 0-521-58519-8
- R. Todeschini, V. Consonni, Handbook of Molecular Descriptors, Wiley-VCH, 2000. ISBN 3-527-29913-0